# Fundação Roberto Marinho
A Fundação Roberto Marinho é uma entidade brasileira privada sem fins lucrativos, que desenvolve atividades nas áreas da educação, patrimônio e meio ambiente.

## História

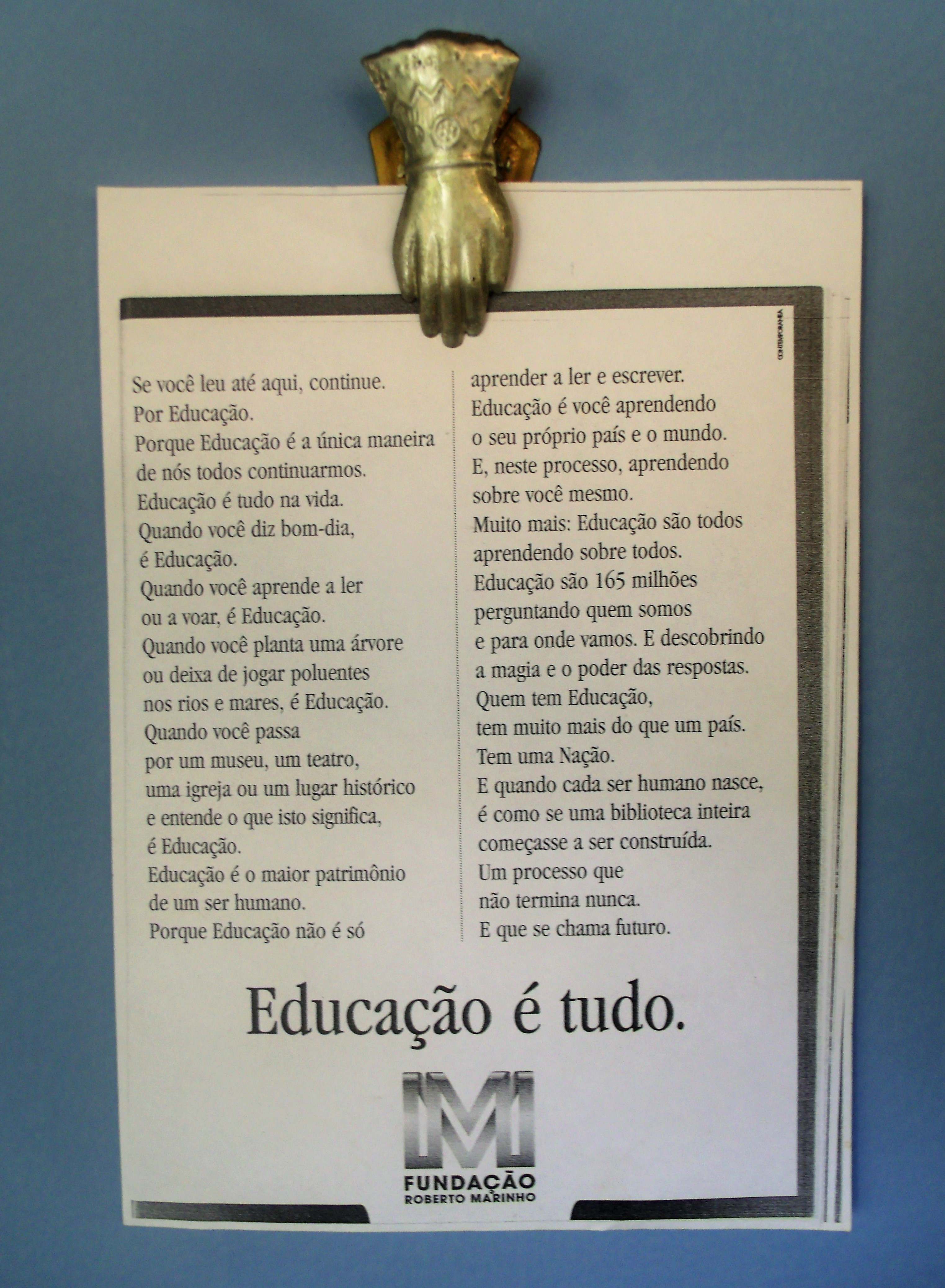
Cartaz dos anos 2000 sobre educação.

Foi criada em novembro de 1977 pelo jornalista Roberto Marinho e pertence ao Grupo Globo. Trata-se de uma instituição privada sem fins lucrativos que desenvolve projetos voltados para o ensino formal e informal bem como projetos educacionais visando à preservação e à revitalização do patrimônio histórico, cultural e natural nos mais diversos pontos do Brasil.

## Telecurso
Em 1980, a fundação colocou no ar pela Rede Globo o Telecurso 1º e 2º graus que anos depois passou a se chamar Telecurso 2000, que ensinava matérias de ensino fundamental e médio através de programas de televisão e apostilas impressas. Este já formou seis milhões de pessoas. Em 2014, o programa deixou a grade da emissora e ficou disponível apenas na internet.